# Lafonia (illa Soledad)
Lafonia és el nom donat en anglès a la part sud de l'Illa Soledad, la més gran de les Illes Malvines.

Abans de l'ocupació britànica de 1833, la zona era coneguda com a Rincón del Toro, com la va esmentar Darwin en els documents del seu viatge de 1834, quan recorregué l'illa Soledad acompanyat de dos gautxos.[1] El topònim, d'origen espanyol, encara sobreviu a Punta del Toro, al sud de l'illa Soledad.
| « | (…) Dormim en una vall en la llengua de terra que uneix el Rincón del Toro, la gran península, fins al punt sud-oest de l'illa. La vall estava prou ben protegida del vent fred, però hi havia molt poca brossa per fer foc. Els gautxos trobaren aviat el que sorprenentment es feu quasi tan calent com un foc de carbó: els ossos d'un bou, amb la carn tota menjada pels voltors (…) | » |

La llengua de terra esmentada és l'estret itsme de Darwin que vincula la zona amb el nord de l'illa.

## Geografia i geologia

Mapa de les Illes Malvines amb la toponímia en espanyol

Amb forma de «E», aquesta regió s'uneix a la part nord de l'illa Soledad per un estret istme de 4 km que separa la badia de Ruiz Puente i Choiseul. Si aquest istme es tallés, Soledad seria la tercera illa més gran de les Malvines.
A la rodalia de Soledad es troben, entre d'altres, les illes Pelada, Maria, Jorge, Bougainville, Leones Marinos i l'illa Àguila.
La geologia del nord-oest de l'illa és del període permià, semblant a la d'Ecca Pass a Sud-àfrica. La plana de Soledad és constituïda per sediments sorrencs. Les depressions en els sediments formats foren tallades verticalment per dics de basalt.
Al segle xxi s'hi feren prospeccions d'or per la Falkland Gold and Minerals Ltd.

## Història i població

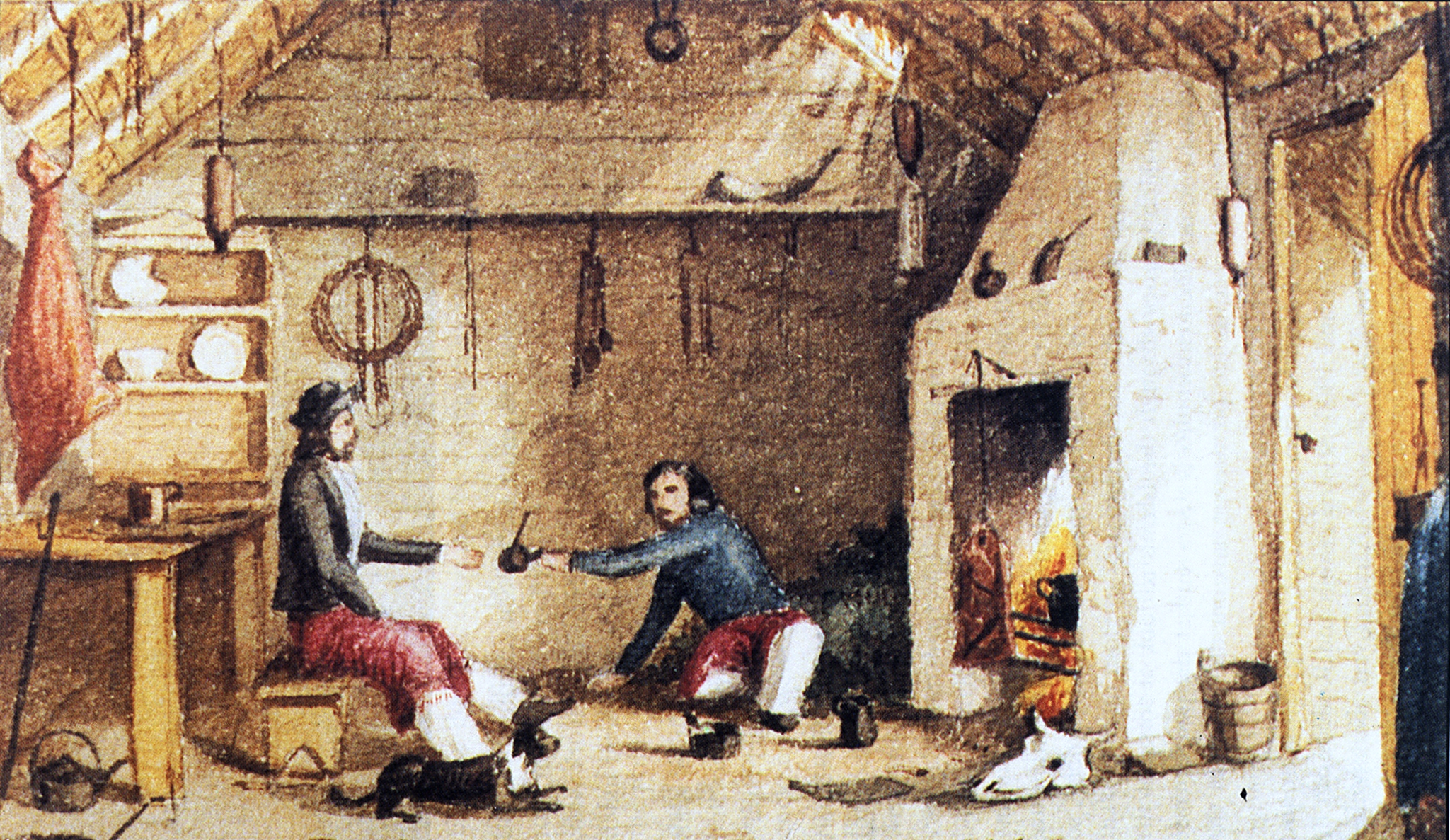
Gautxos malvinecs prenent mate al salador de Hope Place cap a 1850, illa Soledad

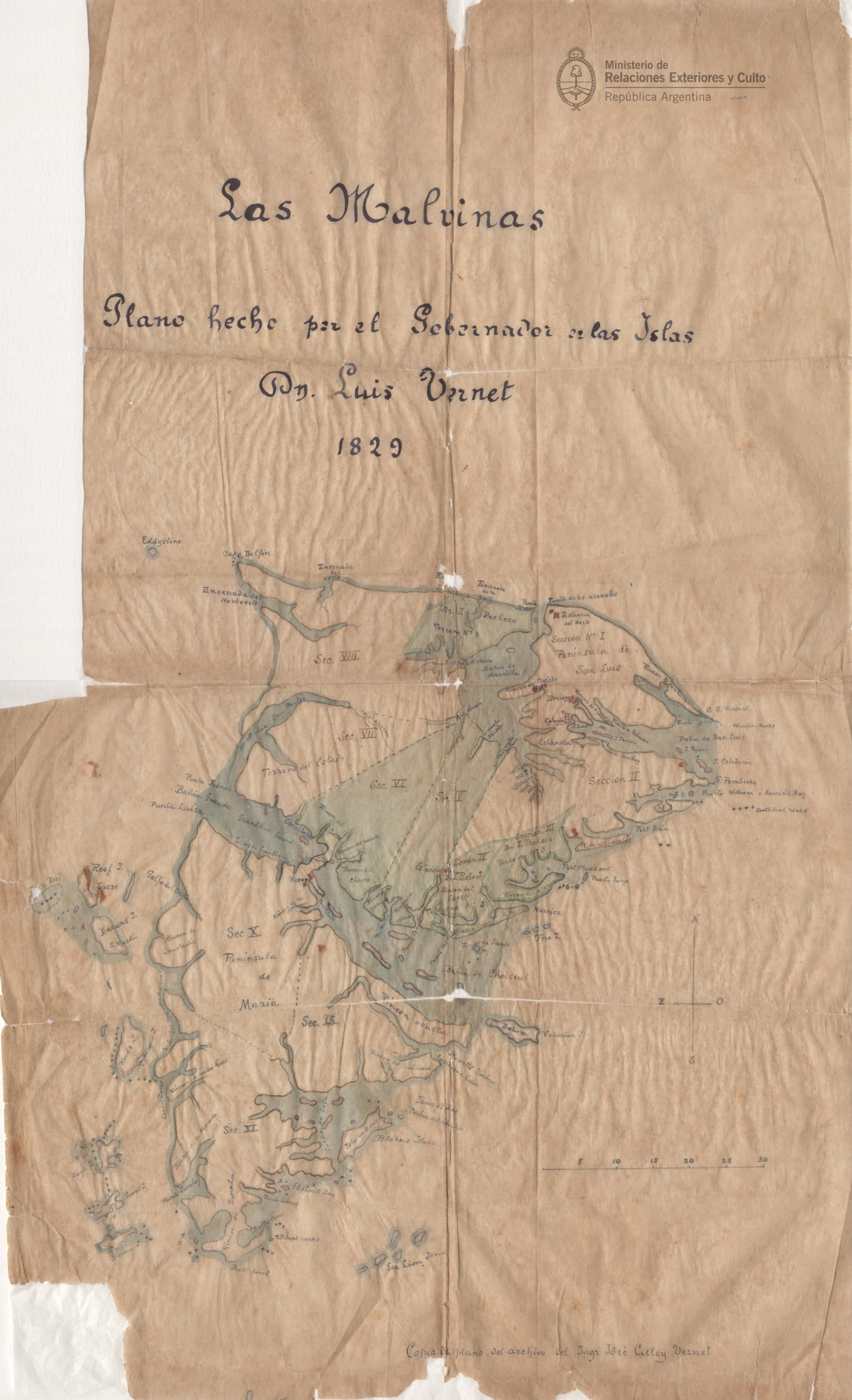
Mapa de l'illa Soledad fet per Luis Vernet al 1829: hi apareix com a península de María i a la rodalia és el Rincón de San Martín

La terra és suau i de baixa altitud, quasi despoblada, forma part del que els seus habitants denominen camp. La majoria dels assentaments procedeixen de mitjan segle xix.
El 1845 Samuel Lafone, un ric comerciant de bestiar del Riu de la Plata, obtingué una concessió del govern britànic per a la porció sud de l'illa Soledad, que era una península de 240.000 hectàrees, i la possessió de tot el bestiar salvatge de l'illa per un període de sis anys, mitjançant un pagament inicial de £ 10.000 i de £ 20.000 en deu anys a partir de l'1 de gener de 1852.
El 1851 Lafone s'interessà en Soledad i la península començà a anomenar-se Lafonia, que fou comprada per 30.000 lliures esterlines pel monopoli de la companyia britànica Falkand Islands.
Soledad s'ha utilitzat per a la cria de bestiar oví des de principis del s. XIX i és administrada des de Puerto Darwin (fundat el 1859) i Pradera del Ganso, que són a l'istme. L'establiment de Brazo Norte n'és l'únic assentament important (sense comptar les illes), juntament amb Arroyo Walker.
Alguns indrets d'interés són el pont penjant de Bodie, construït el 1925, que és el més austral del món. Entre els monuments hi ha El Galpón i el Corral de Pedra a Darwin, la Cabanya de Pedra i el Goose Green Hall a Pradera del Ganso i la Paragon House.
La primera batalla terrestre durant la Guerra de les Malvines ocorregué en aquesta zona (vegeu Batalla de Pradera del Ganso), on s'enclavaren més de mil soldats argentins i al voltant d'uns cent habitants foren confinats a la sala de refugi. L'àrea alberga en l'actualitat un cementeri militar argentí, el cementeri de Darwin. Algunes àrees, sobretot prop de Darwin i de Prada de l'Oca, encara estan plenes de mines.
Altres llogarets són Puerto Rey, Puerto Egg, Mariquita, Horqueta, Dos Lomas, Puerto Nuevo, Tranquilidad i l'abandonat Hope Place.

## Fauna
Charles Darwin investigà la vida silvestre de la zona en el seu viatge a bord del HMS Beagle.
La vida salvatge de Soledad inclou l'ànec xiulador, el xarxet encaputxat, l'ànec argentí i l'ànec cuapunxegut. Hi fou introduïda la truita comuna, que es troba en almenys un rierol que flueix cap a Choiseul. Hi ha també població de truita zebra.